# Chambretaud
Chambretaud korábbi község Franciaország Loire mente régiójában, Vendée megyében. 2019. január 1-jén La Verrie korábbi községgel egyesült és az így létrejött Chanverrie új község része lett.
Lakosainak száma 1567 fő (2018. január 1.). Chambretaud Les Epesses, La Gaubretière, Les Herbiers, Saint-Malô-du-Bois és La Verrie községekkel határos.

## Népesség
A település népességének változása:
| Lakosok száma | 1538 | 1555 | 1596 | 1563 | 1567 |
|               | 2013 | 2015 | 2016 | 2017 | 2018 |